# Neotheronia aurulenta
Neotheronia aurulenta är en stekelart som beskrevs av Krieger 1905. Neotheronia aurulenta ingår i släktet Neotheronia och familjen brokparasitsteklar. Inga underarter finns listade i Catalogue of Life.